# Maulde (Nord)
Maulde ist eine französische Gemeinde mit 955 Einwohnern (Stand: 1. Januar 2022) im Département Nord in der Region Hauts-de-France. Sie gehört zum Arrondissement Valenciennes und zum Kanton Saint-Amand-les-Eaux.

## Geografie
Die Gemeinde Maulde liegt in Französisch-Flandern an der Schelde, die hier in das Gebiet Belgiens übertritt, 17 Kilometer nordnordwestlich von Valenciennes im Regionalen Naturpark Scarpe-Schelde. Umgeben wird Maulde von den Nachbargemeinden Brunehaut (Belgien) im Norden, Mortagne-du-Nord im Osten, Thun-Saint-Amand im Südosten sowie Lecelles im Süden und Westen.

## Bevölkerungsentwicklung
| Jahr                       | 1962 | 1968 | 1975 | 1982 | 1990 | 1999 | 2006 | 2012 | 2020 |
| Einwohner                  | 893  | 798  | 854  | 816  | 887  | 880  | 955  | 973  | 1007 |
| Quellen: Cassini und INSEE |      |      |      |      |      |      |      |      |      |

## Sehenswürdigkeiten
- Kirche Saint-Pierre
- Festung Beumonville
- Kasematten aus dem Zweiten Weltkrieg
- Wasserturm

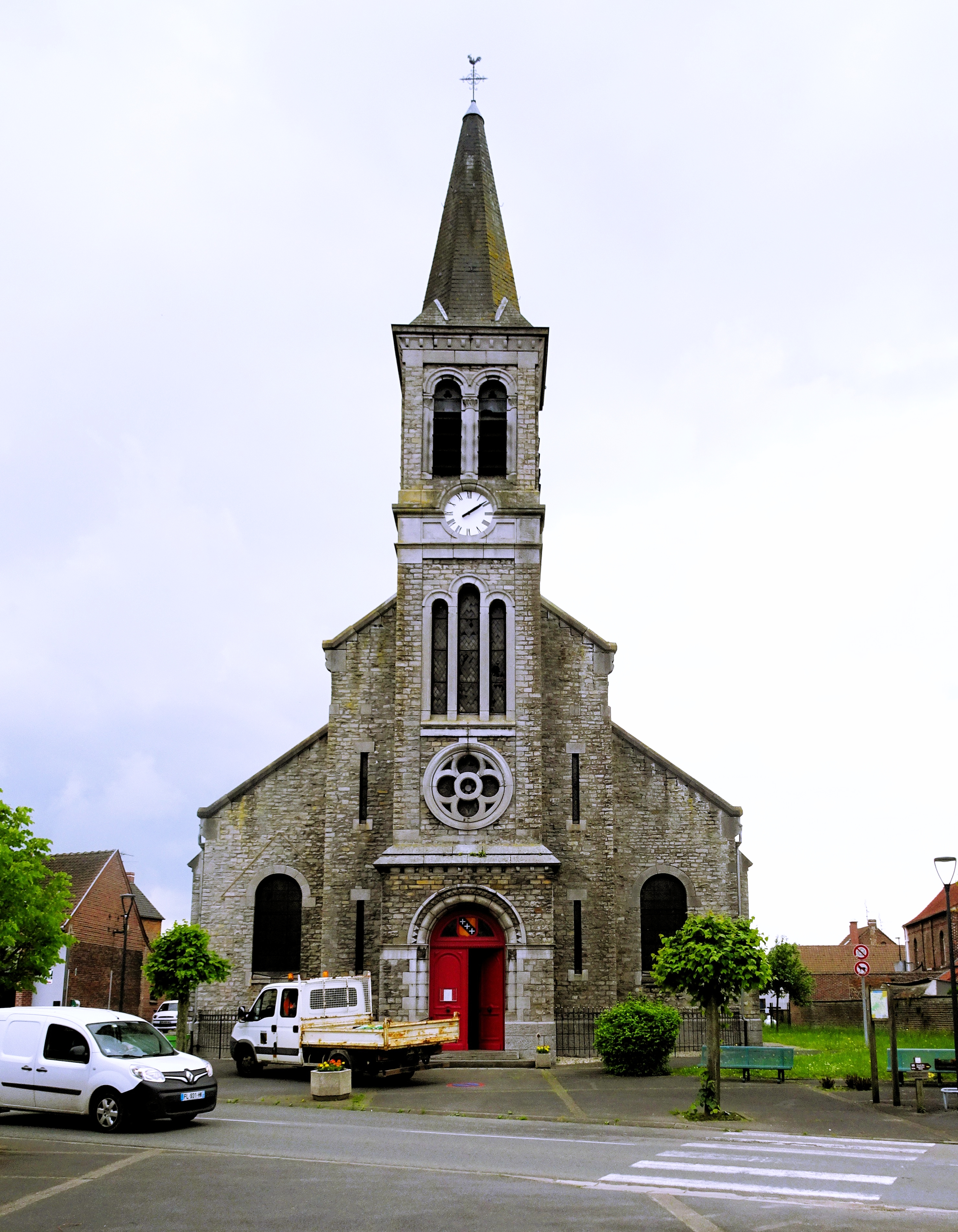
Kirche Saint-Pierre
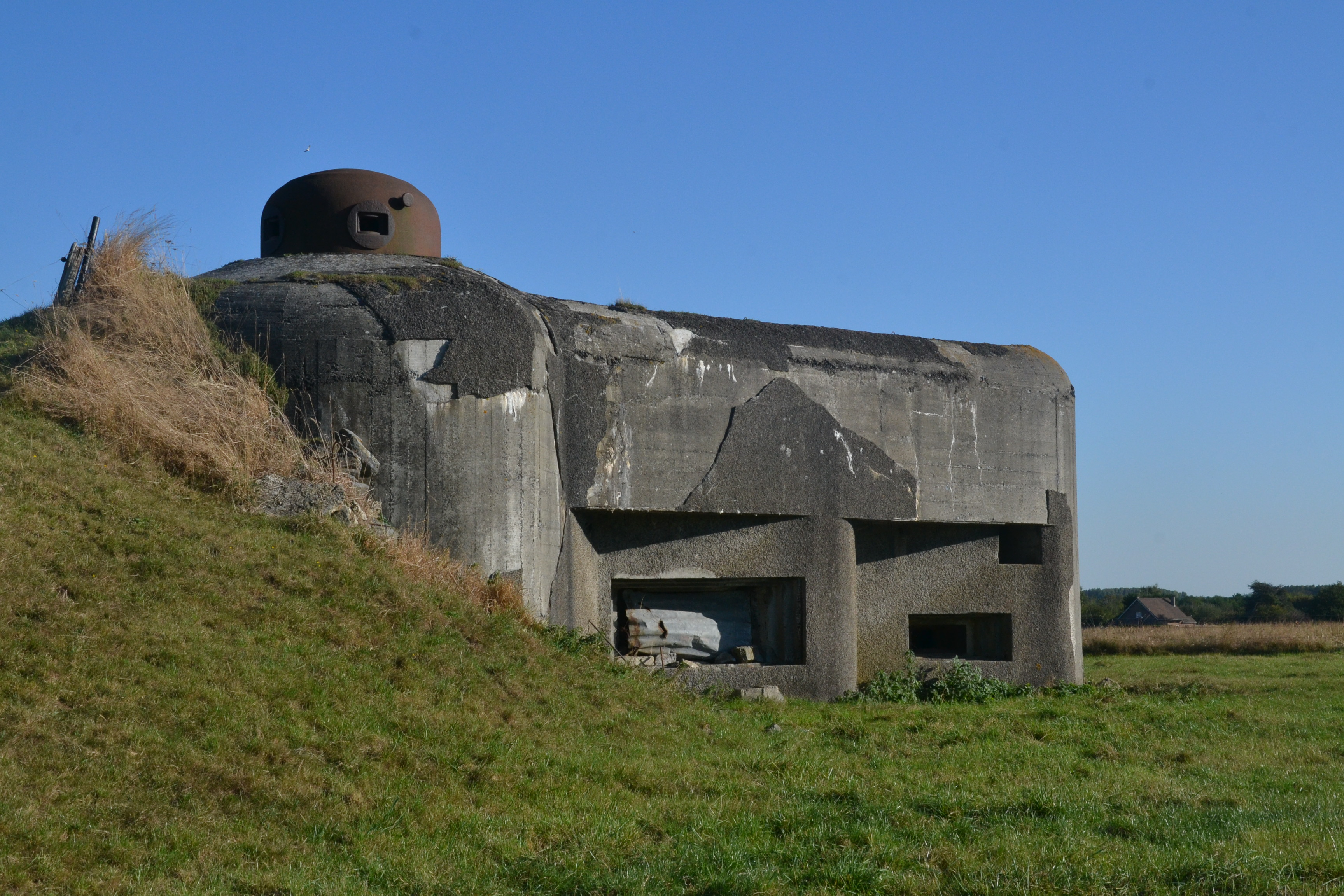
Reste der Ligne Maginot
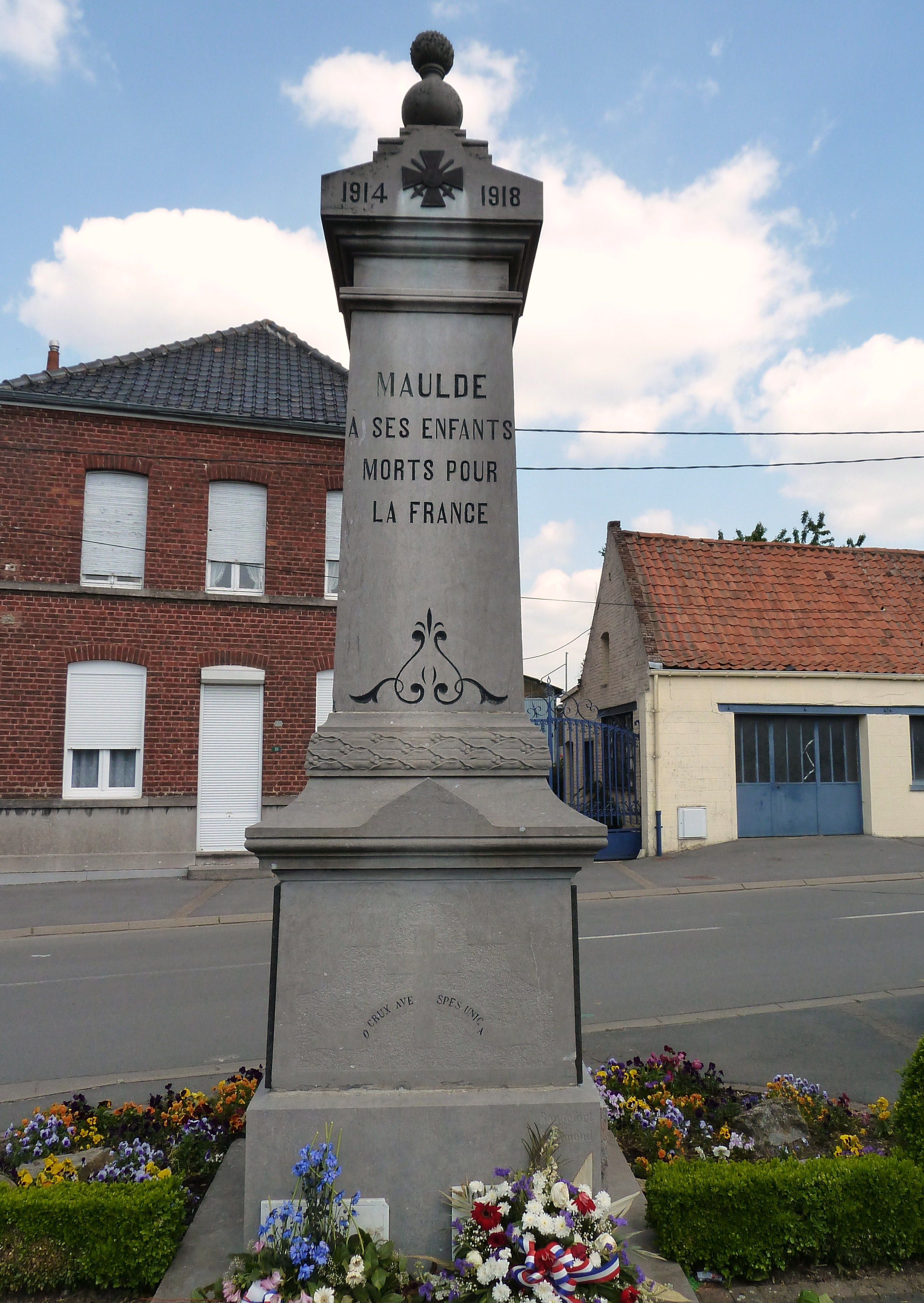
Gefallenendenkmal
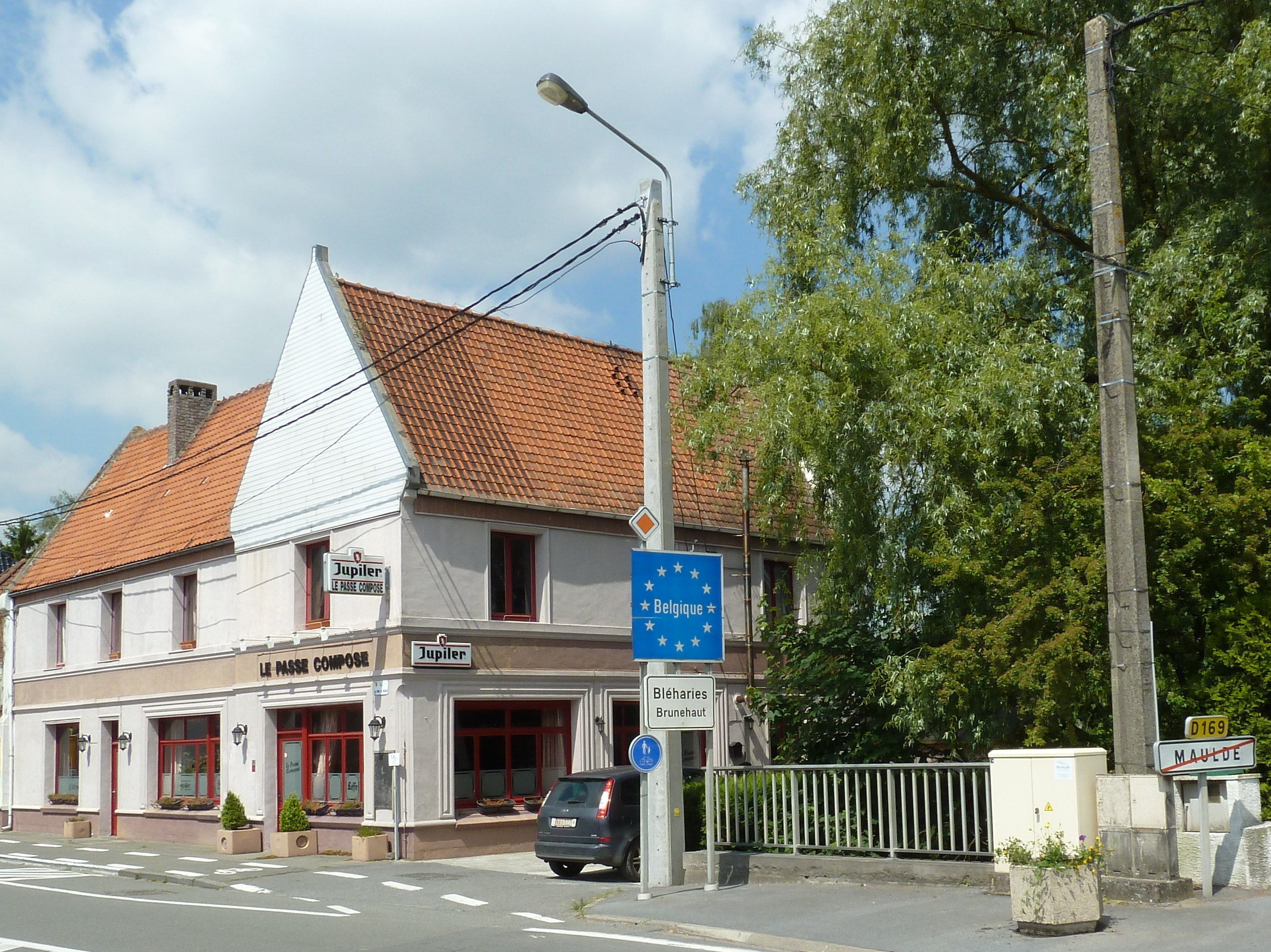
Grenzübergang nach Belgien